# Schinder
Le Schinder est une montagne qui s’élève à 1 808 mètres d’altitude dans les Préalpes bavaroises.
Il possède deux sommets, un appelé Schinder autrichien ou Trausnitzberg  (1 808 m) et l'autre en contrebas appelé Schinder bavarois (1 796 m). Le premier se trouve sur la frontière entre l'Allemagne et l'Autriche alors que le second est entièrement en Allemagne.